# Jag kom inte hit för att jag tror
Jag kom inte hit för att jag tror är en psalm av Britt G. Hallqvist från 1966, om tvivel och längtan efter en tro.
Musik av Lars Åke Lundberg från 1967.
Psalmen tillkom under 1960-talet i en tid som öppnade upp för dans, dramatik och profan musik i gudstjänsten och att det måste finnas plats för människans kulturella, sociala och politiska nöd. Med denna grundsyn skapade Lundberg jazzmässor där det var tillåtet att uttrycka oro, tvekan och till och med otro.

## Publicerad som
- Nr 51 i Cantarellen 1984
- Nr 532 i Den svenska psalmboken 1986 under rubriken "Sökande - tvivel".
- Nr 579 i Psalmer och Sånger 1987 under rubriken "Att leva av tro - Sökande - tvivel".[1]